# Ambon (meuble)

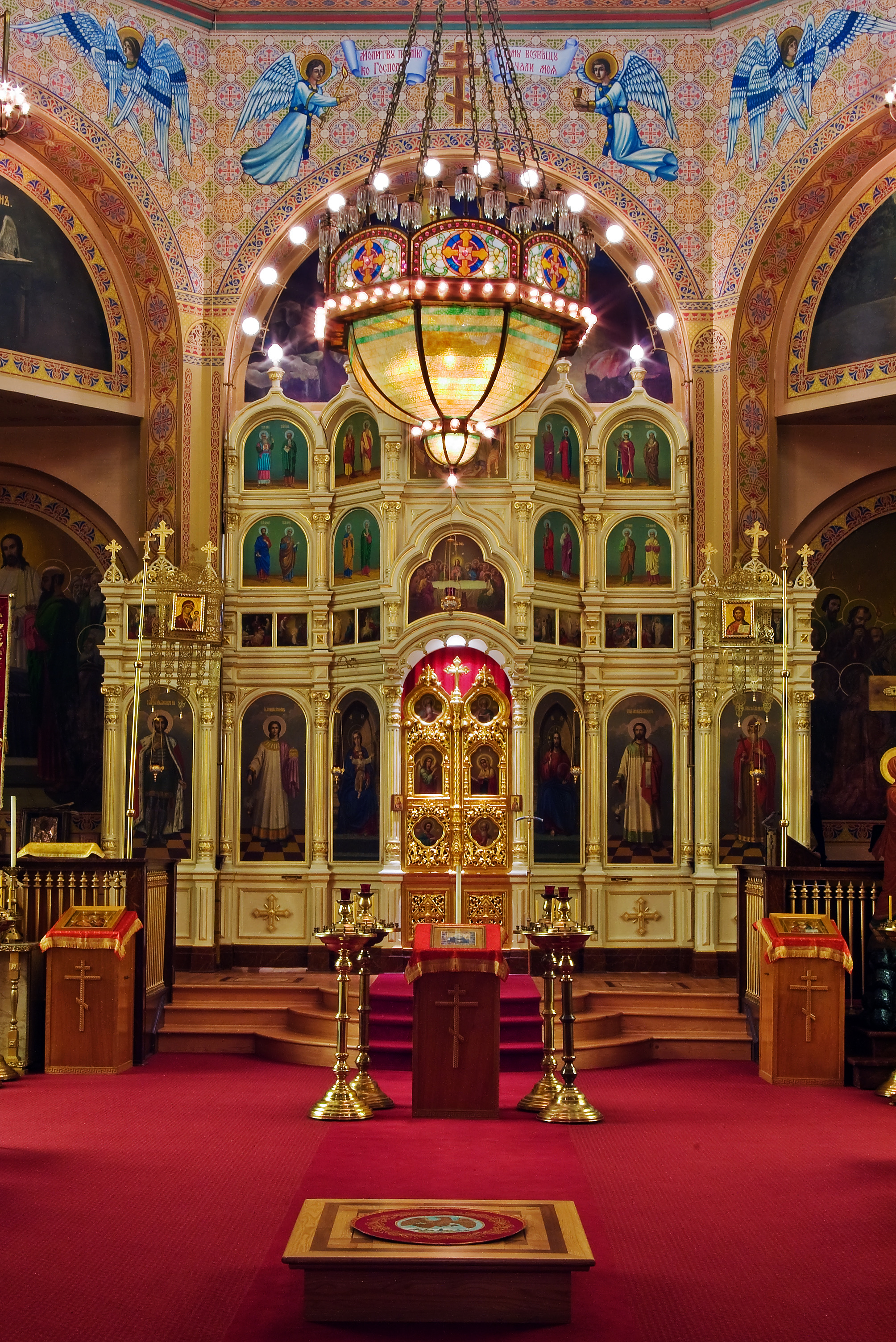
Ambon dans une église orthodoxe.

Pour les articles homonymes, voir Ambon.
 (novembre 2008).
Si vous disposez d'ouvrages ou d'articles de référence ou si vous connaissez des sites web de qualité traitant du thème abordé ici, merci de compléter l'article en donnant les références utiles à sa vérifiabilité et en les liant à la section « Notes et références ».
En religion, l'ambon (du grec ἀναβαίνω / anabaínô, pièce à « bord relevé » ou à « saillie ») est le pupitre, placé à l'entrée du chœur, dans une église, où est posé le lectionnaire ou la Bible. Il désigne aussi une tribune fixe d’où sont lus les textes sacrés. Il sert à poser des livres saints et comme appui lors du prêche.
En liturgie, on réserve le mot de pupitre pour le petit meuble monté ou non sur un pied, équipé d'un support incliné, de bois ou de métal, et destiné à recevoir le missel à l’autel.

## Histoire
L'installation d'un ambon fixe est une pratique tardive. Elle remonte au VIIe siècle en Arabie et Palestine, et probablement en Cyrénaïque, où à l'origine cette petite tribune est placée à l'entrée du chœur de certaines églises byzantines et médiévales. Il est parfois remplacé au XIIIe siècle par le jubé. Au Moyen Âge, il perd de son importance au profit de la chaire. Depuis les réformes liturgiques de 1965 et 1970, il a retrouvé son rôle (sous forme de simple lutrin) grâce à la sonorisation (micro et haut-parleurs) qui rend la chaire inutile. Il s'agit aussi de montrer que l'homélie fait partie intégrante de la liturgie.
L'ambon peut servir, au Moyen Âge, pour la lecture ou pour la prédication. Par contre, la chaire n'est utilisée que pour la prédication. L'usage de l'ambon vient de la nécessité d’un endroit d’où le lecteur soit vu et entendu : l'ambon est toujours surélevé par rapport aux fidèles, mais il ne l'est pas forcément par rapport au sanctuaire.
L'usage de l'ambon varie : dans la liturgie orientale, une grande partie de l'office se déroule sur l'ambon ; dans le rite romain, il est utilisé pour les lectures, le chant du psaume, l'homélie et la prière universelle, ainsi que pour l'Exultet, lors de la Vigile pascale. En principe, il ne doit pas servir à autre chose, d'où la présence dans certaines églises de petits pupitres, l'un près du siège pour le célébrant, l'autre pour l'animateur de chant.
Certains ambons possèdent deux escaliers d'accès, pour la liturgie processionnaire : le diacre, les sous-diacres et les acolytes y vont en procession ; arrivés à lui, les sous-diacres et le diacre y montent alors que les acolytes attendent en bas ; les sous-diacres descendent et le diacre reste seul pour la lecture.
Lorsque, dans un édifice, se trouvent deux ambons, celui de droite est utilisé pour les épîtres et celui de gauche pour les évangiles.
L'ambon peut aussi bien être en pierre, en or ou en bois. « La dignité de la parole de Dieu requiert qu'il y ait dans l'église un lieu approprié d'où elle est annoncée et vers lequel se tourne spontanément l'attention des fidèles durant la liturgie de la Parole » énonce la Présentation Générale du Missel Romain qui ajoute qu'« il convient généralement que ce lieu soit un ambon stable et non un pupitre mobile ».